# Kloster Weihenberg
Das Kloster Weihenberg ist ein ehemaliges Kloster der Augustinerchorfrauen in Wertingen in Bayern in der Diözese Augsburg.

## Geschichte
Das SS. Cosmas und Damian, zuletzt nur St. Veit geweihte Kloster wurde 1145 durch Wilhelm und Arnold von Biberbach gegründet. 1410 ist eine letzte Nonne urkundlich erwähnt. 1448 wurde das leerstehende Kloster an das Spital von Dillingen übergeben, das bis 1803 im Besitz der Klostergüter blieb. Die Kirche wurde 1809 abgebrochen, das Kloster war schon vorher verschwunden.